# Mantispa paraguayana
Mantispa paraguayana là một loài côn trùng trong họ Mantispidae thuộc bộ Neuroptera. Loài này được Ohl miêu tả năm 2004.